# Natuurreservaat Al Shouf Ceder
Het Natuurreservaat Al Shouf Ceder is een natuurreservaat in de districten Chouf en Aley van Libanon. Het ligt op de hellingen van de Jebel Baruk en heeft een oppervlakte van 550 km², waarmee het grootste natuurreservaat van Libanon is.
Het reservaat omvat de Libanoncederbossen van Barouk, Maaser el Shouf en Ain Zhalta-Bmohray. Het is een Important Bird Area en belangrijk gebied voor ecotoerisme. Het park huisvest 32 soorten zoogdieren, 200 soorten vogels en 500 soorten planten.

## Geodiversiteit
De berg Barouk bestaat uit gesteenten uit het Plioceen die een grote tektonische beweging hebben ondergaan die het Libanese gebergte in twee parallelle delen heeft verdeeld; het oostelijke deel wordt Anti-Libanon genoemd en het westelijke deel Libanon. De twee bergketens worden gescheiden door de Bekavallei, die bestaat uit recente sedimenten. De belangrijkste rotsen zijn kalksteen. De hele Barouk-berg bestaat uit kalksteen met spelonken, met veel oppervlaktekenmerken zoals dolines die wijzen op de onderliggende spelonken van de bergketen. Een bijzonder opmerkelijke grot, met een geschatte lengte van 700 meter, bevindt zich in de buurt van het dorp Niha. De hoogste top van de bergketen ligt op 1.980 meter.

### Hydrologie
Neerslag in het stroomgebied is de bron van zowel oppervlaktestroom als grondwater. Het grootste deel hiervan valt in de vorm van regen. Sneeuwval komt vaak voor in hoger gelegen gebieden, maar sneeuw houdt zelden langer dan een paar dagen aan en verdwijnt voor het einde van het regenseizoen. Normaal gesproken heeft sneeuw weinig directe invloed op de stroom in het stroomgebied. Een groot deel van het blootgestelde rotsoppervlak in de Barouk regio bestaat uit holle, gespleten en gebroken kalksteen, en de poreuze toestand maakt het zeer doorlatend. Hierdoor infiltreert een groot deel van de neerslag met een minimale oppervlakteafvoer, ondanks de vaak ondiepe bodems en schaarse vegetatie. Het water sijpelt naar beneden door de verschillende formaties en voedt de bronnen die op lagere hellingen in het gebied te vinden zijn. Oppervlaktewaterstromen uit het gebied zijn meestal seizoensgebonden, maar sommige zijn meerjarig. Ondergronds water genereert uitstromende rivieren zoals de Al Awali, beter bekend als Al-Barouk, en de Damour, beter bekend als Al-Safa. De top van het gebergte wordt beschouwd als een scheiding tussen twee hydrologische systemen vanwege het verschil tussen de twee hellingen van de berg. De rivieren die in de valleien stromen zijn de belangrijkste bron van irrigatie voor de landbouw en voorzien een tiental dorpen in Shouf van water voor huishoudelijk gebruik en een aantal dorpen in het westen van Bekaa.

### Bodemgesteldheid
- Homogeen, behorend tot de roodbruine mediterrane bodems gevormd op harde mergelkalksteen.
- Afkomstig van Jura, Bathonien, Callovien tot Oxfordien - Portlandian mergelkalksteen.
- Het steengehalte varieert van 80 - 90

### Klimaat
De gemiddelde jaarlijkse neerslag is 1.200 mm en de gemiddelde jaarlijkse temperatuur is 11,3 °C. De gemiddelde dagelijkse maximumtemperatuur is 23,4 °C in augustus, terwijl de gemiddelde minimumtemperatuur in januari -0,6 °C bedraagt. De absolute temperatuur varieert van -10,8 °C in januari tot 32,3 °C in augustus. De gemiddelde relatieve luchtvochtigheid ligt rond de 65%, maar de oostelijke hellingen zijn iets droger. Er vallen ongeveer 50 tot 55 dagen sneeuw per jaar.

## Ecologisch belang
- Koolstofput: De bossen in het reservaat spelen een cruciale rol in het balanceren van koolstofdioxideconcentraties in de atmosfeer.
- Bodembescherming: De bossen helpen de bodem op steile hellingen te stabiliseren en te beschermen.
- Landbouwterrassen: Deze structuren voorkomen bodemerosie en bevorderen de diversiteit van wilde dieren.

## Biodiversiteit

### Flora
De soortenlijst van het reservaat omvat 500 geïdentificeerde plantensoorten verdeeld over 61 families. Het reservaat is ook de habitat van 25 internationaal en nationaal bedreigde soorten, 48 endemische soorten in Libanon of Libanon en Syrië of Libanon en Turkije, en 14 zeldzame soorten, terwijl 214 soorten beperkt zijn tot het oostelijke Middellandse Zeegebied of het Midden-Oosten.
Het reservaat herbergt ook 24 boomsoorten, waarvan sommige in Europa, het Middellandse Zeegebied en Libanon voorkomen. Het reservaat staat bekend om de officiële inspanningen om de Libanonceder te redden door het voortdurende beheer van de bossen en het planten van nieuwe bomen in eerder gekapte en ontboste gebieden. Het reservaat vormt de laatste natuurlijke grens aan de verspreiding van de Libanonceder op aarde. Het reservaat staat ook bekend om het vermogen van de bossen om uit zichzelf te regenereren zonder tussenkomst van de mens. Andere boomsoorten in het reservaat zijn onder andere: cypruseik (Quercus infectoria), Quercus brantii, hulsteik (Quercus calliprinos), Turkse den (Pinus brutia), aleppoden (Pinus halepensis), parasolden (Pinus pinea), Griekse jeneverbes (Juniperus excelca) en Juniperus drupacea.

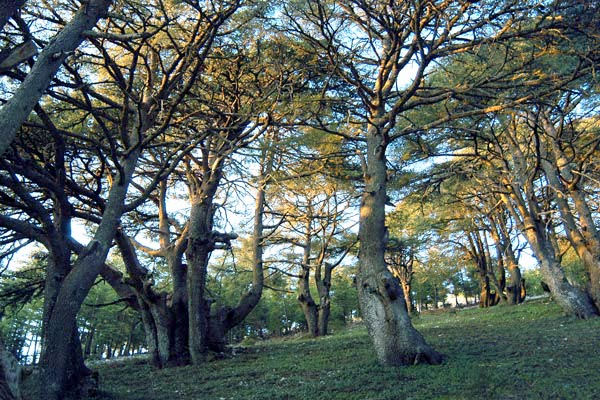
Het cederbos in het reservaat.
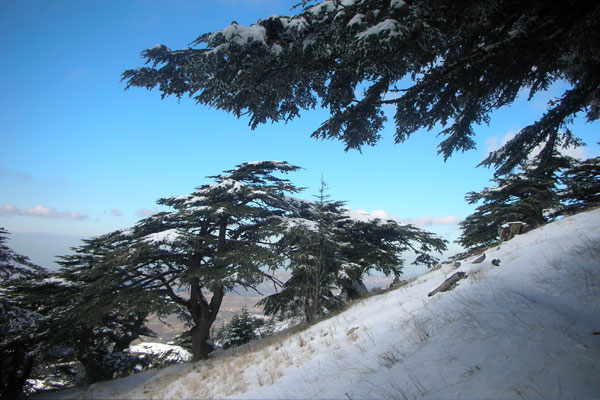
Het cederbos in de winter.
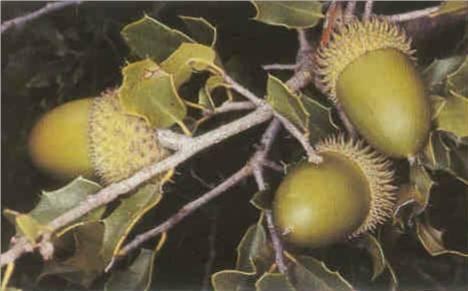
Hulsteik
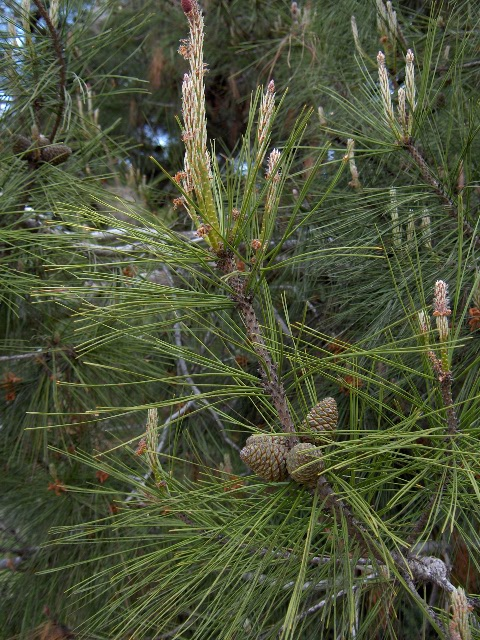
Turkse den
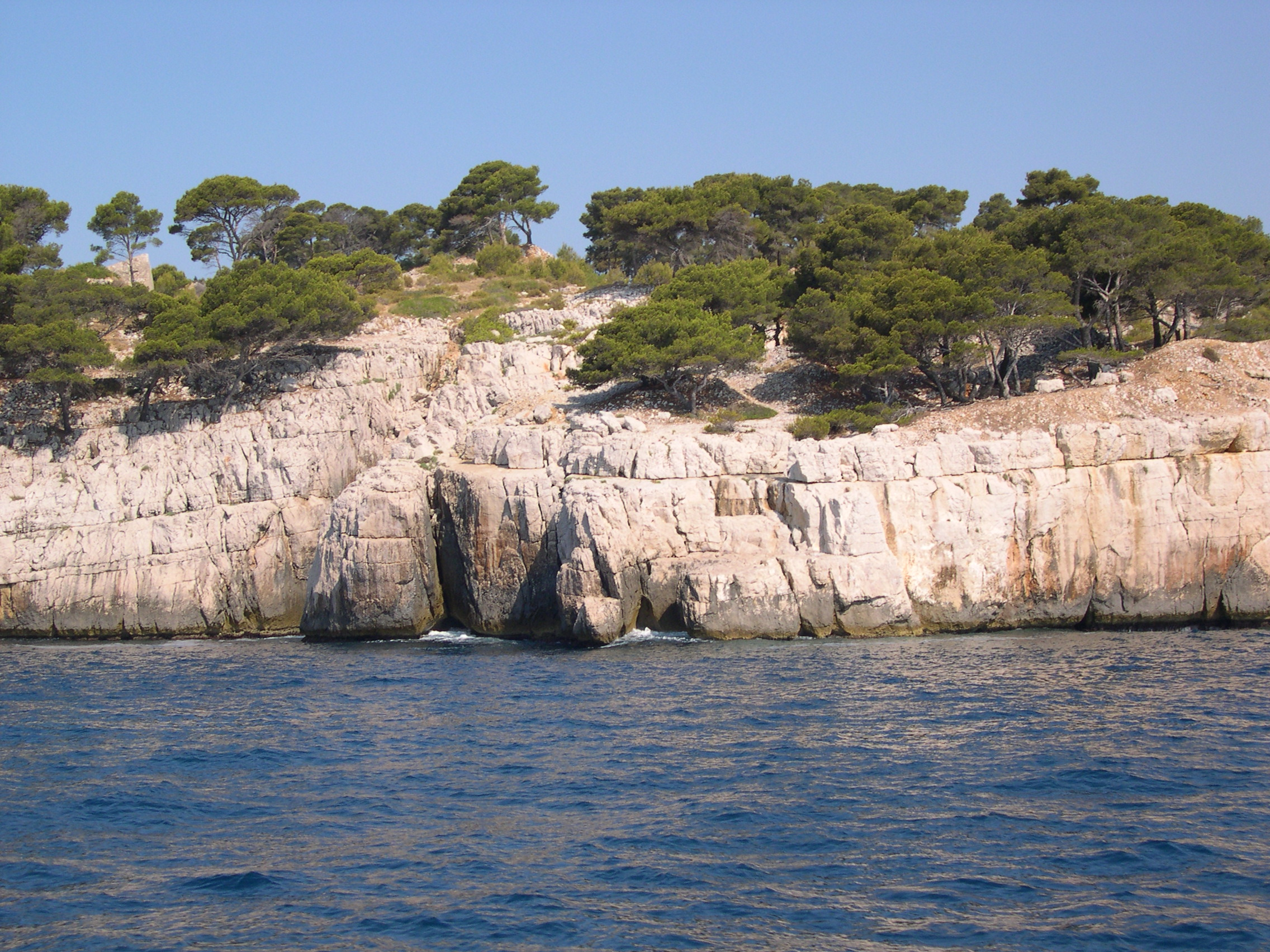
Aleppoden
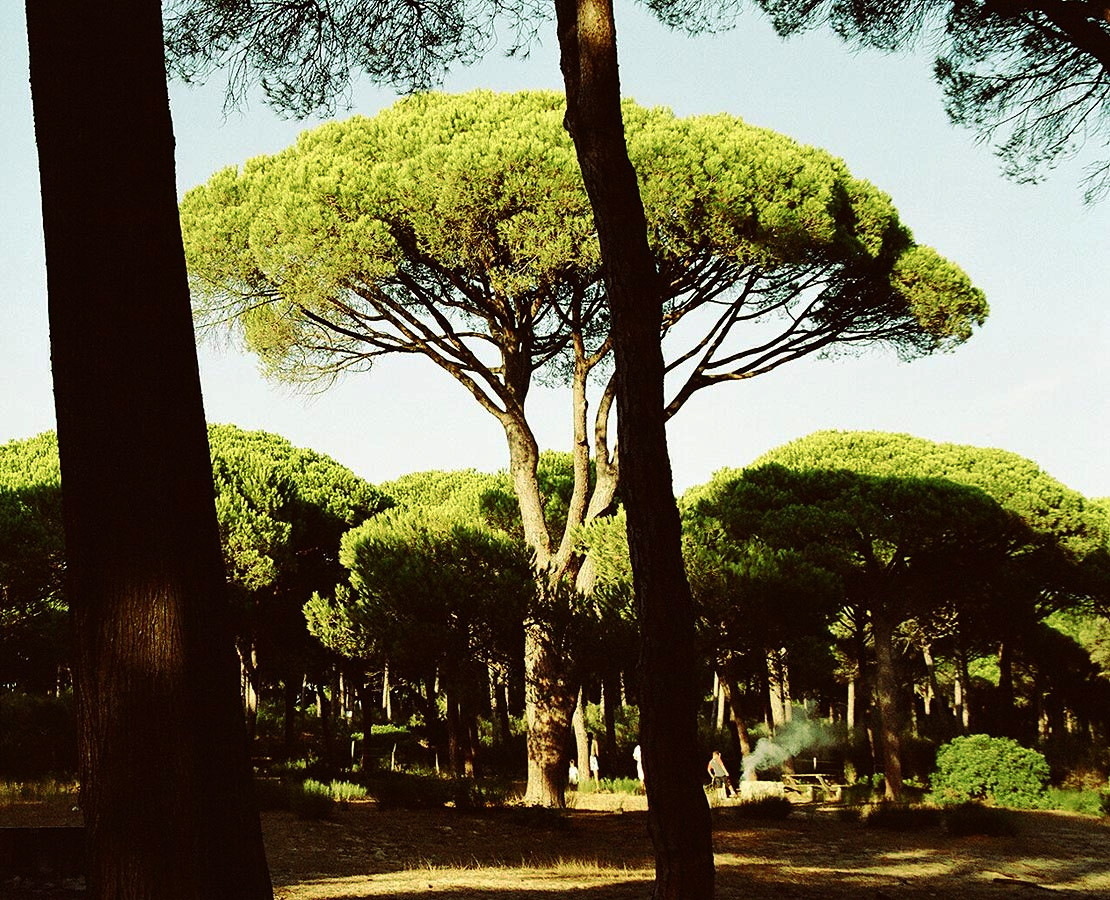
Parasolden

### Fauna

#### Zoogdieren
Een rapport uit 1999 over de zoogdieren in het reservaat bevatte een lijst van 32 zoogdiersoorten, waaronder: berggazelle (Gazella gazella), bezoargeit (Capra aegagrus), caracal (Caracal caracal), das (Meles meles), Ehrenbergs blinde muis (Nannospalax ehrenbergi), gestreepte hyena (Hyaena hyaena), goudjakhals (Canis aureus), Kaapse haas (Lepus capensis), Kaapse klipdas (Procavia capensis), kaukasuseekhoorn (Sciurus anomalus), Mesopotamisch damhert (Dama mesopotamica), ree (Capreolus capreolus), rode vos (Vulpes vulpes), steenmarter (Martes foina), Syrische bruine beer (Ursus arctos syriacus), wild zwijn (Sus scrofa), wilde kat (Felis silvestris), witstaartstekelvarken (Hystrix indica) en wolf (Canis lupus). In het reservaat is een project gestart om de Nubische steenbok (Capra nubiana) vanuit Jordanië opnieuw in het gebied te introduceren, nadat deze halverwege de twintigste eeuw was uitgestorven.

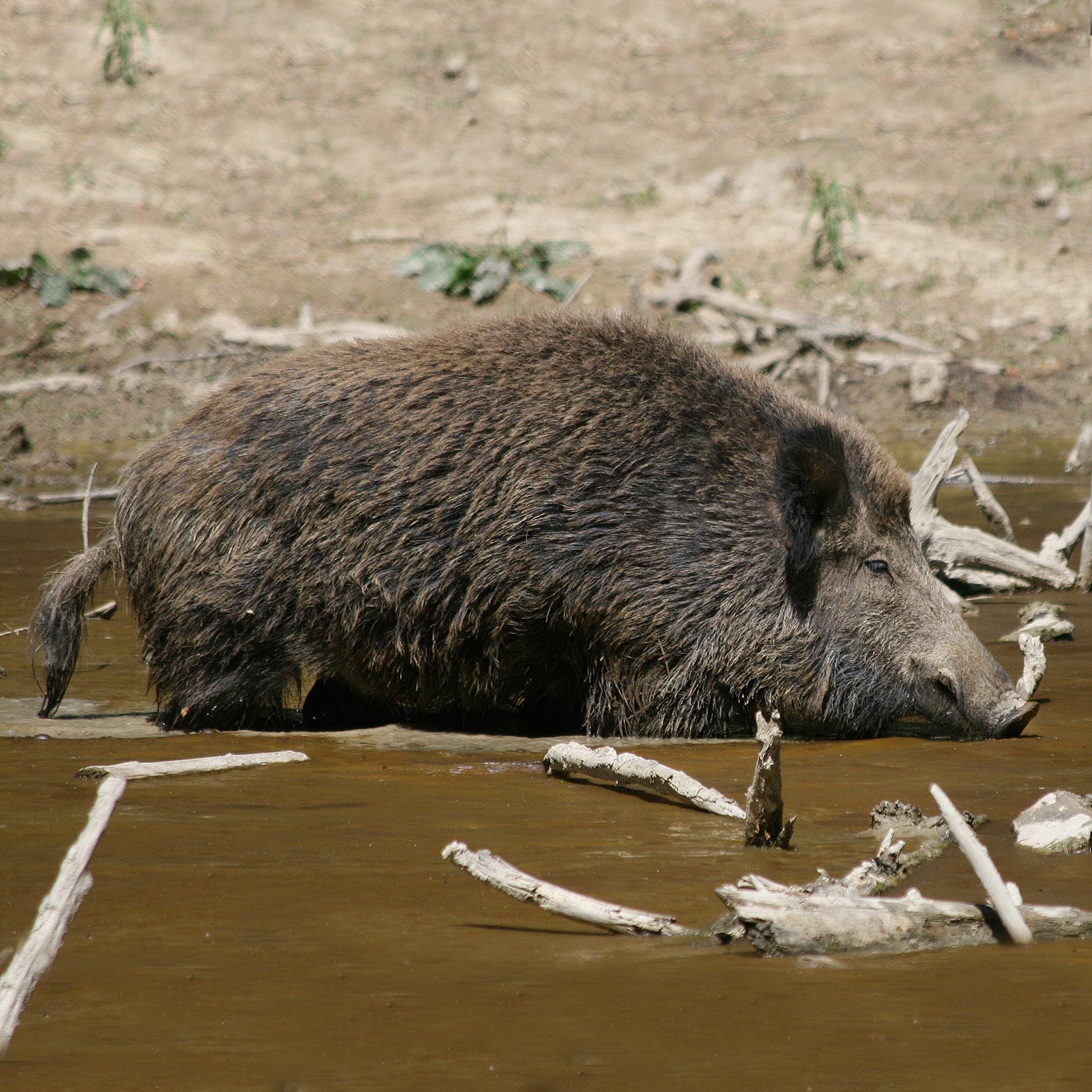
Wild zwijn
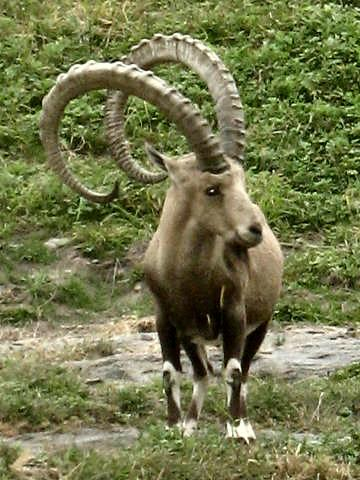
Nubische steenbok
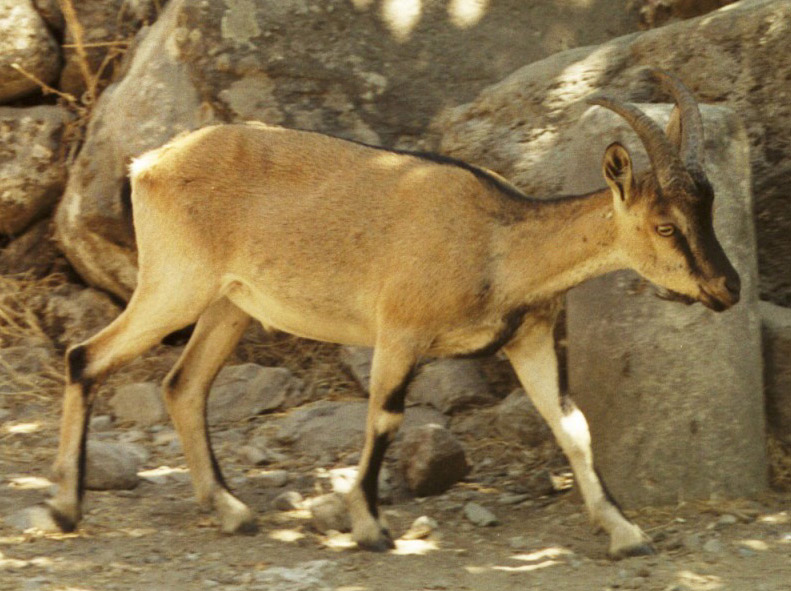
Bezoargeit
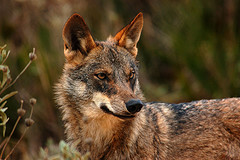
Wolf
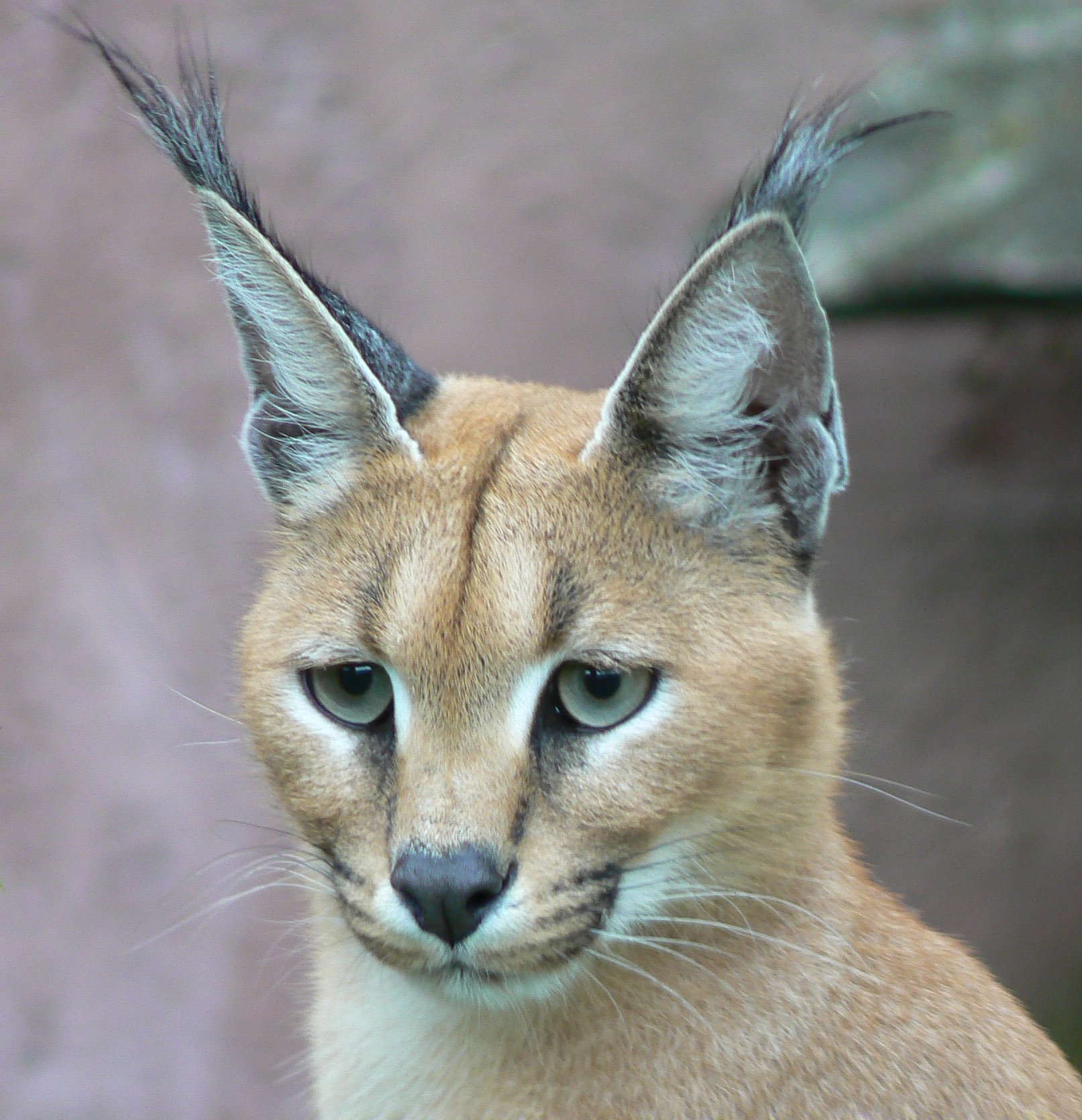
Caracal
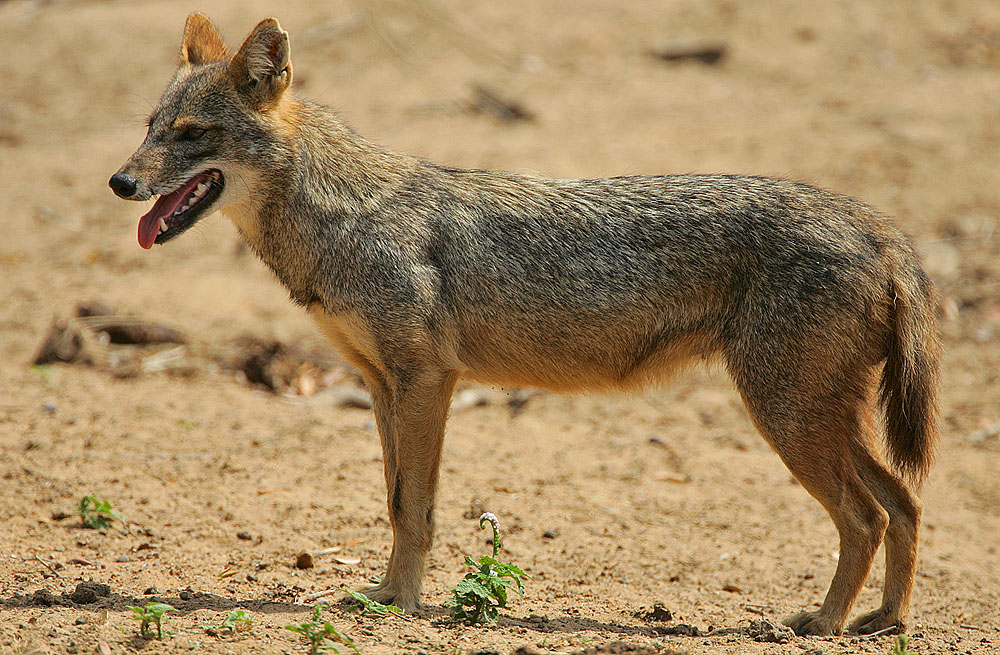
Goudjakhals
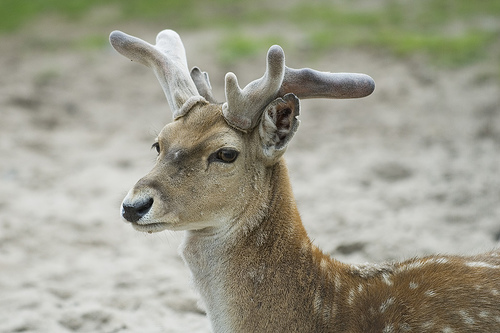
Mesopotamisch damhert

#### Vogels
In het reservaat leven 200 vogelsoorten, waarvan er 19 op nationaal niveau als zeldzaam worden beschouwd. Van meer dan 22 soorten is bevestigd dat ze in het reservaat leven, de rest zijn trekvogels of zeldzame bezoekers, en ten minste twee of drie soorten zijn geïntroduceerd. Het reservaat herbergt een combinatie van vogelsoorten uit Europa, Afrika en Azië, waaronder: Aziatische steenpatrijs (Alectoris chukar), gaai (Garrulus glandarius), gekraagde roodstaart (Phoenicurus phoenicurus), merel (Turdus merula), putter (Carduelis carduelis), raaf (Corvus corax), rotsmus (Petronia petronia), strandleeuwerik (Eremophila alpestris), torenvalk (Falco tinnunculus), vink (Fringilla coelebs) en zomertortel (Streptopelia turtur).
Ten minste twee soorten zijn in het shoufgebied geïntroduceerd voor de jacht en hebben hun verspreidingsgebied uitgebreid naar het reservaat: fazant (Phasianus colchicus) en steenpatrijs (Alectoris graeca). In het reservaat leven ook veel roofvogelsoorten zoals: steenarend (Aquila chrysaetos) en vale gier (Gyps fulvus).

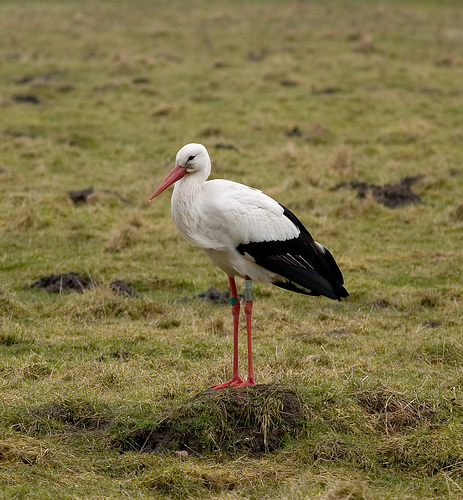
Ooievaar
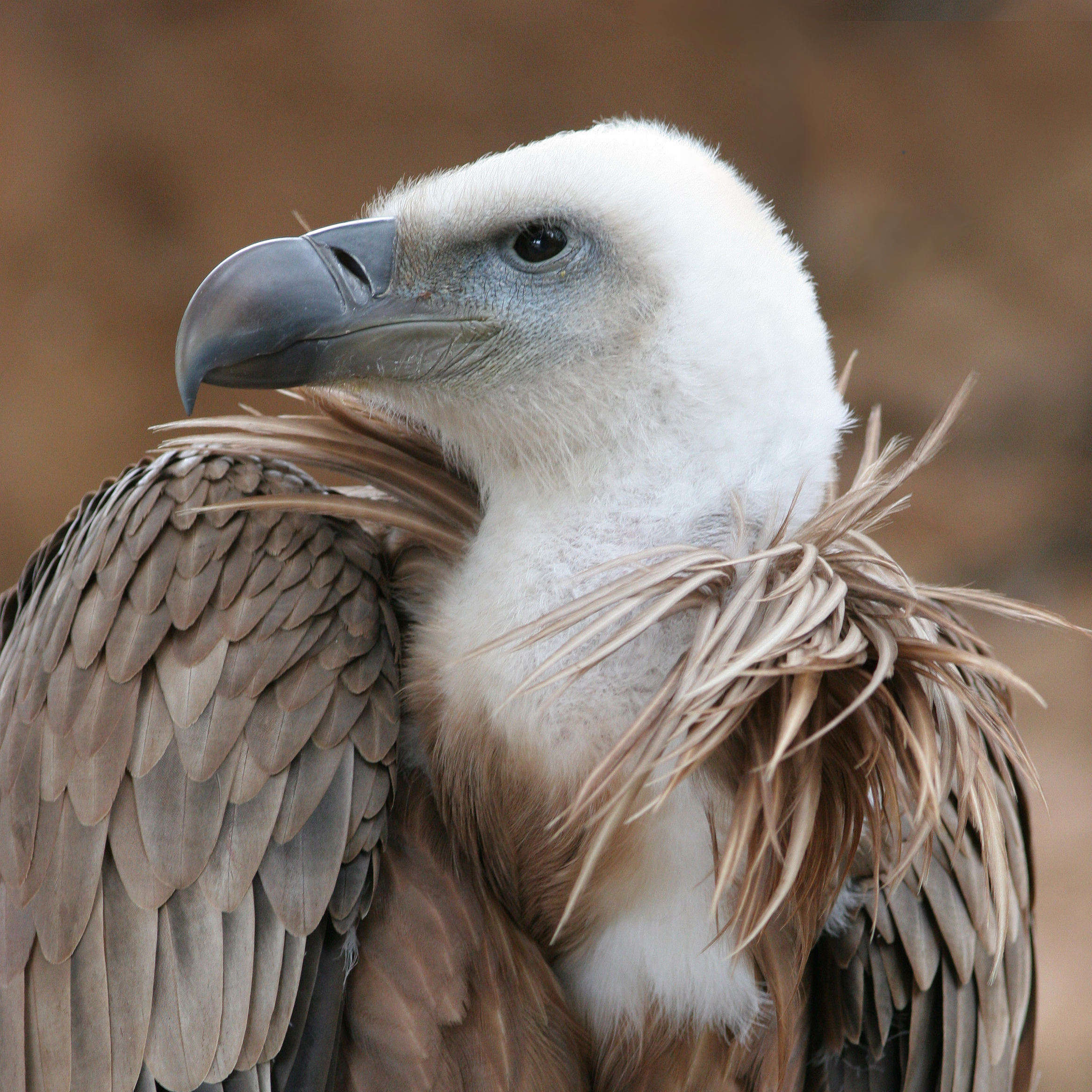
Vale gier
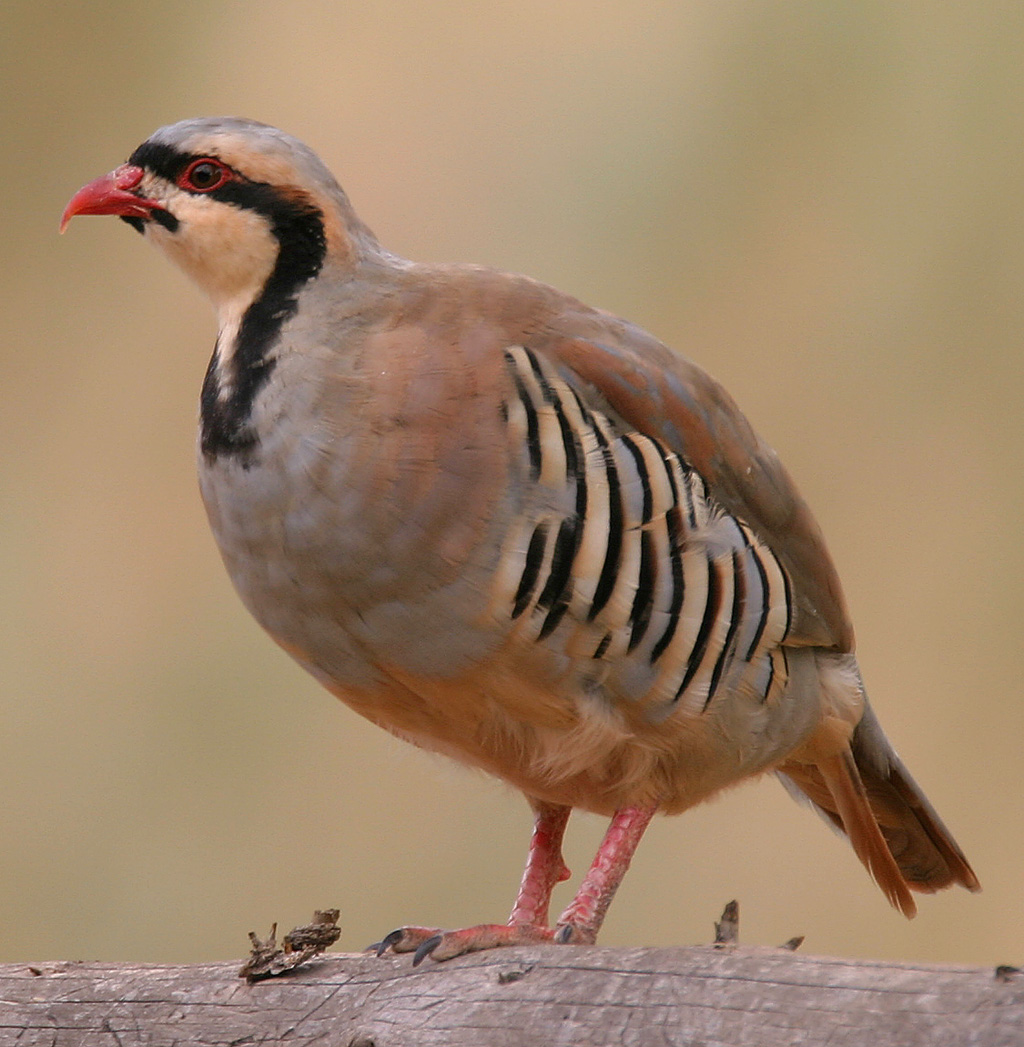
Aziatische steenpatrijs
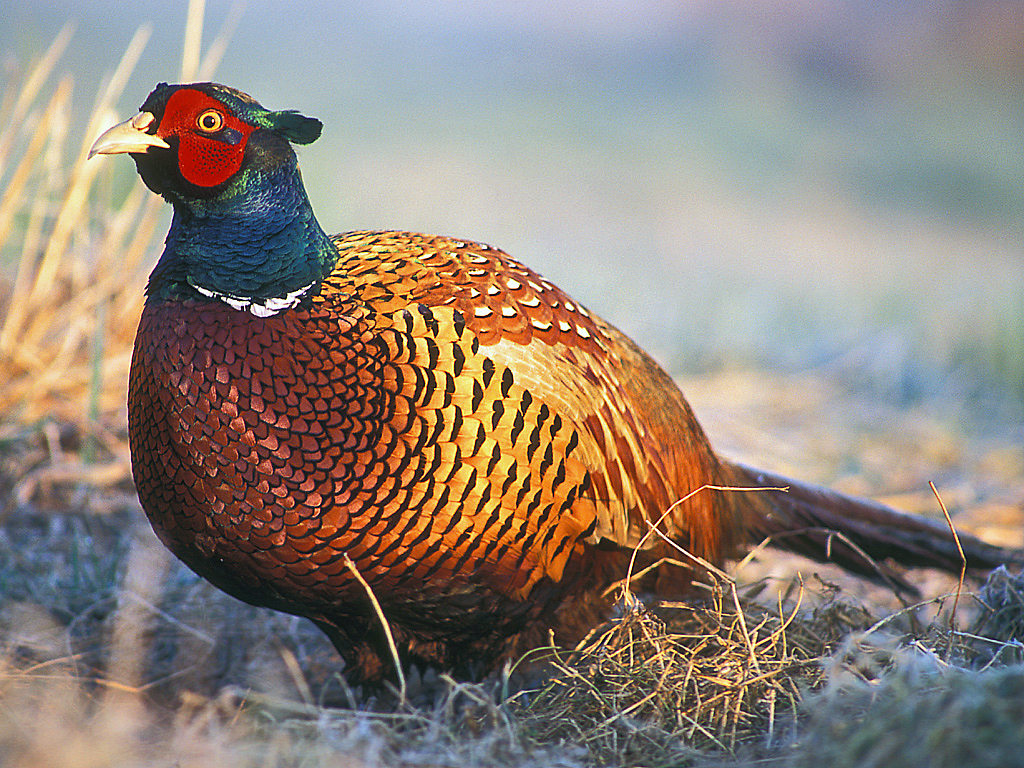
Fazant
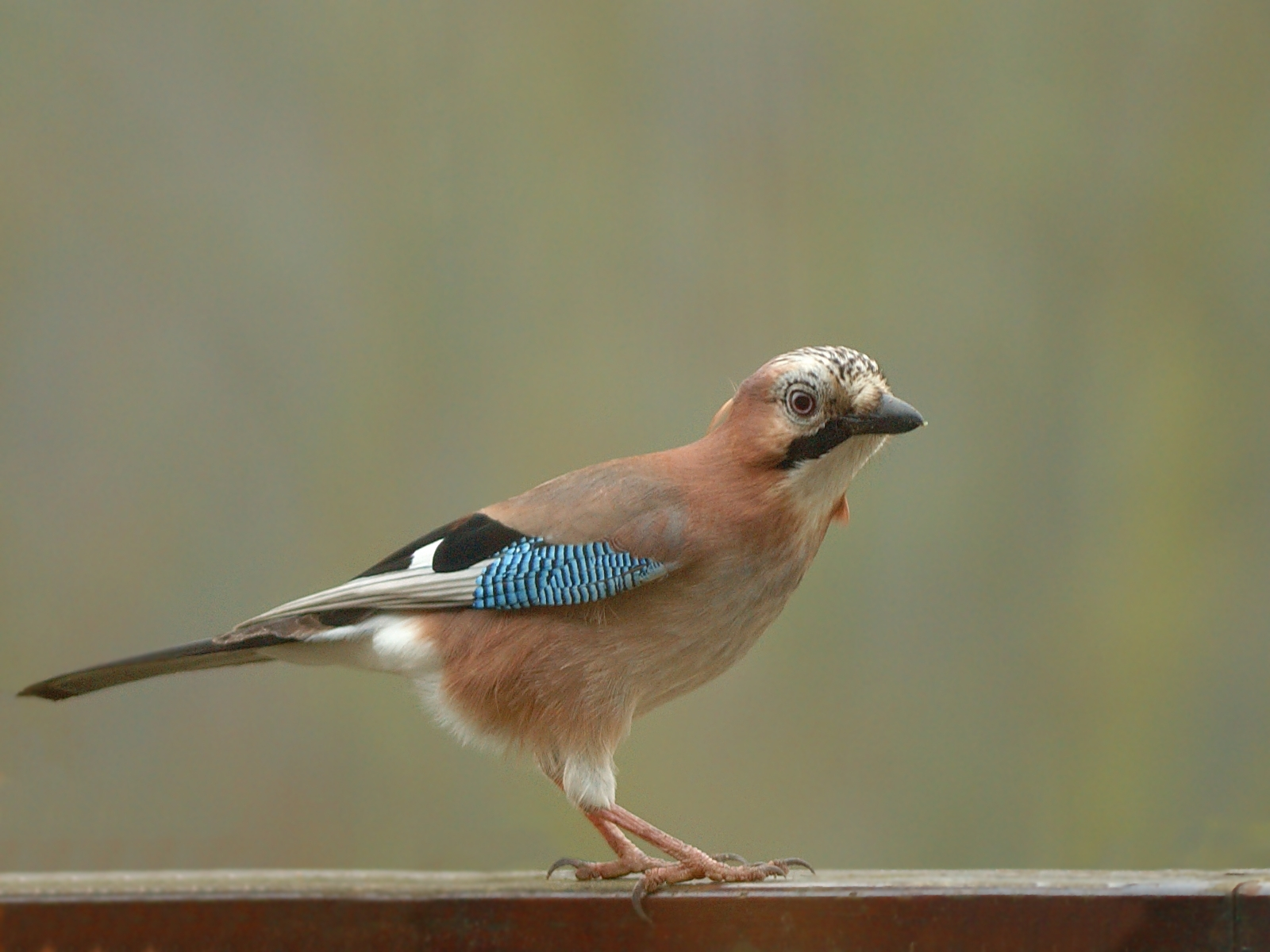
Gaai
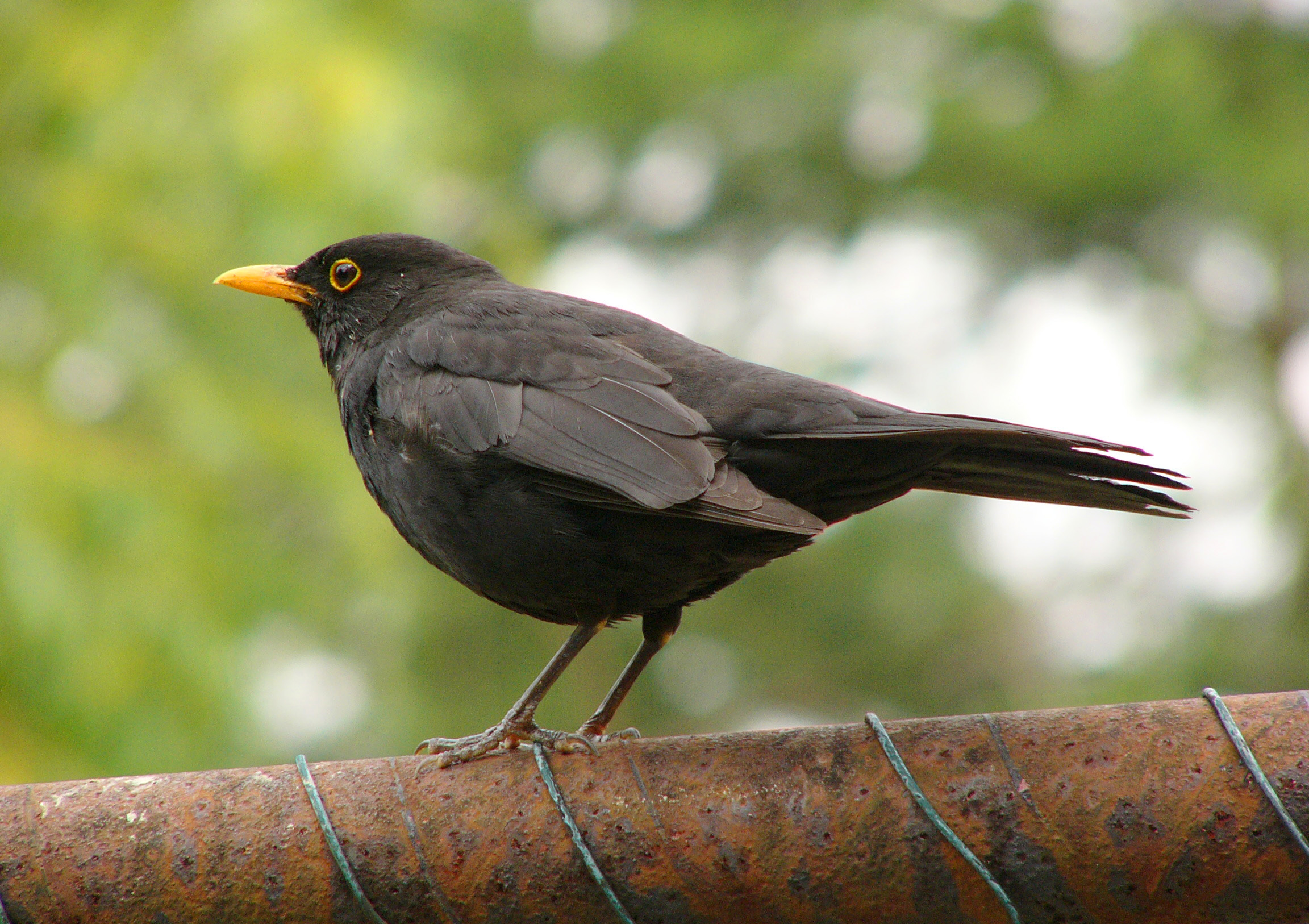
Merel
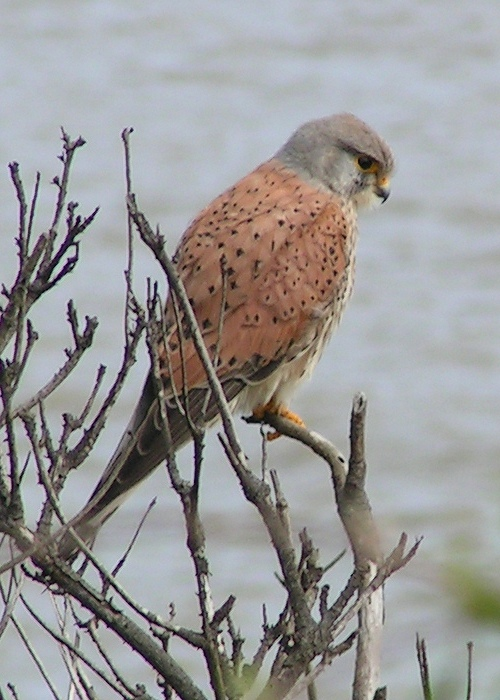
Torenvalk
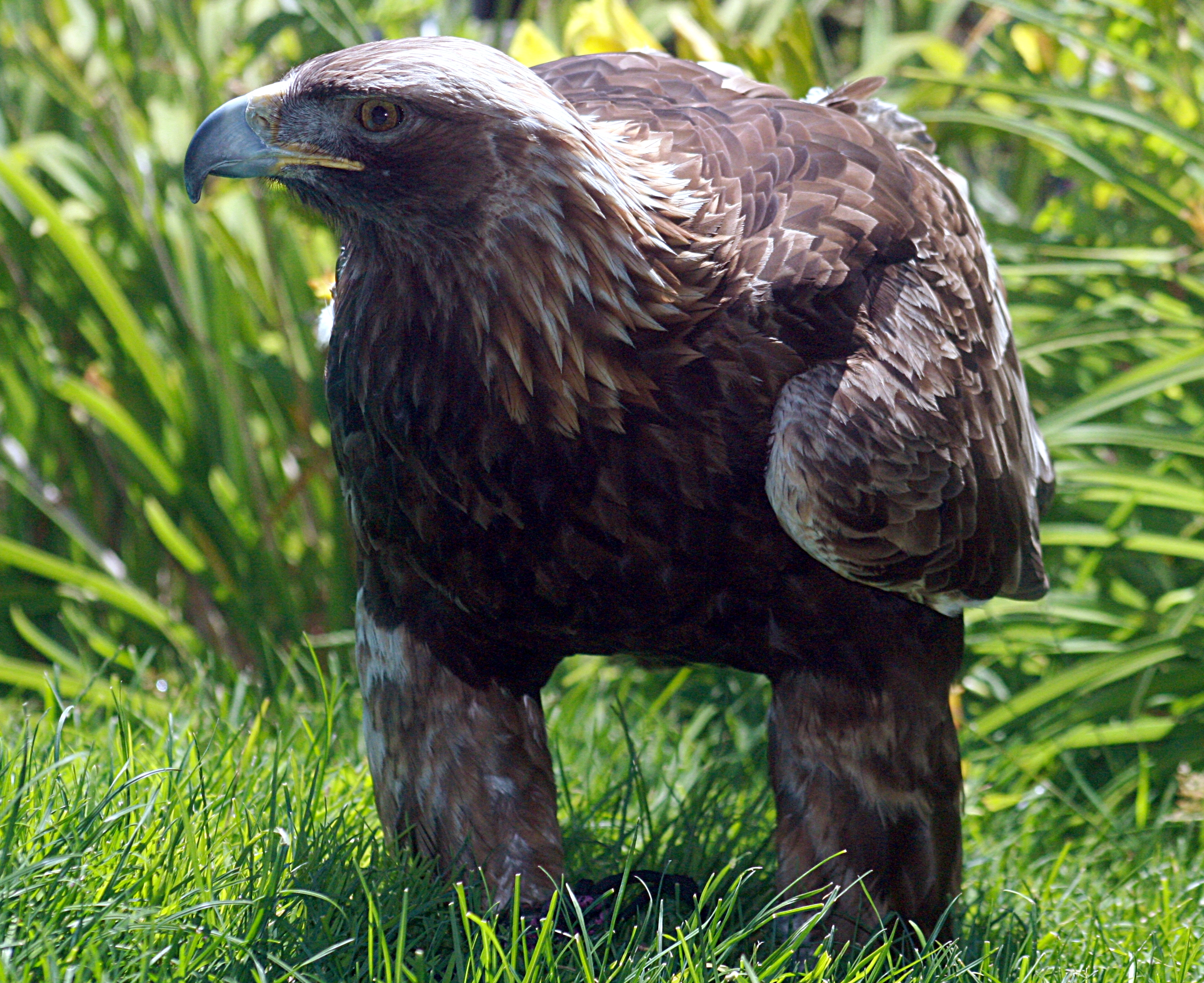
Steenarend
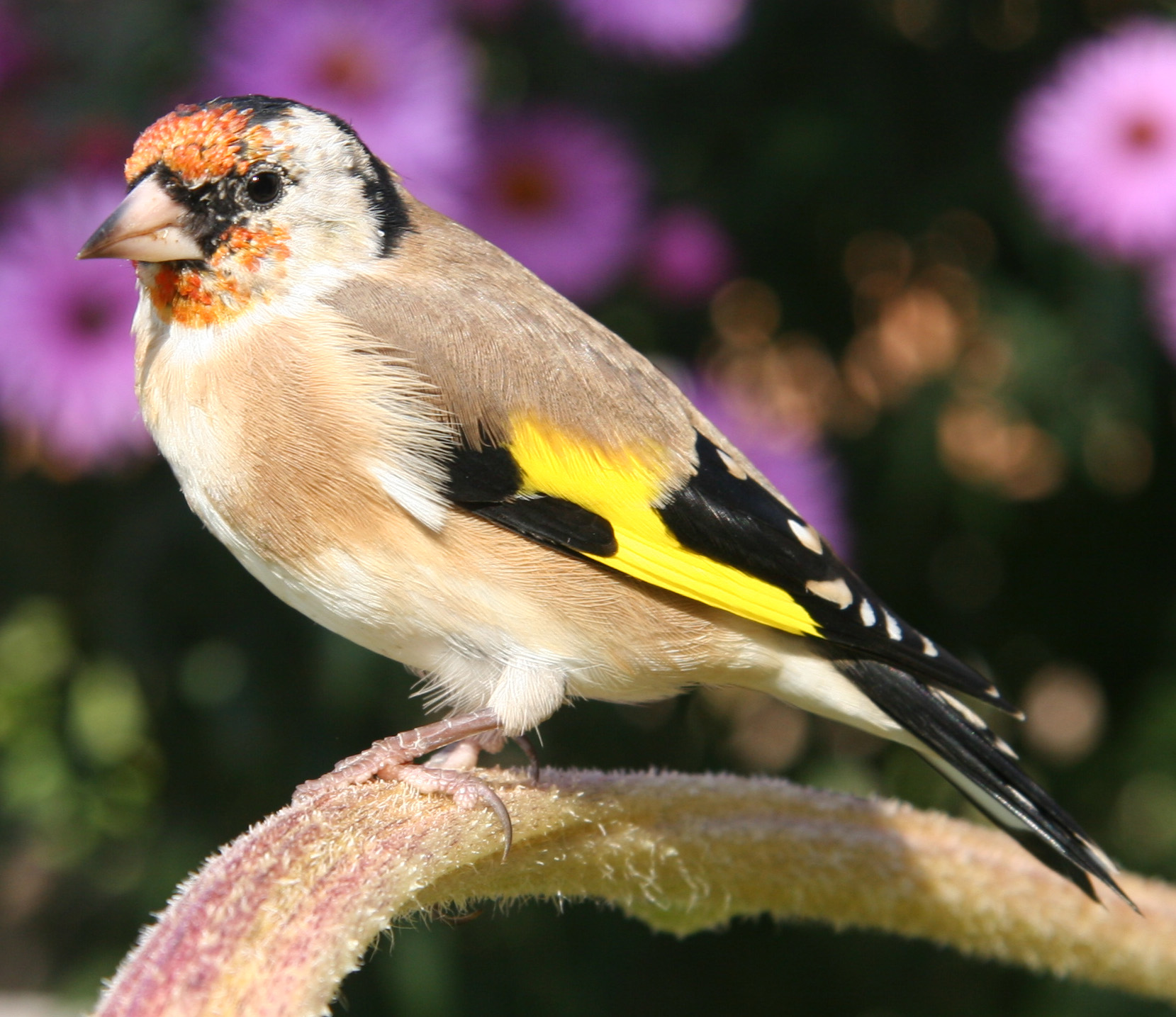
Putter

#### Reptielen en amfibieën
Het reservaat herbergt een rijke variëteit aan reptielen. Er zijn 26 soorten gedocumenteerd, waarvan twee soorten endemisch zijn voor Libanon en het Chouf-gebied in het bijzonder. In het reservaat leven ook vier soorten amfibieën, bijna evenveel als in heel Libanon. De soorten zijn onder andere: Daboia palaestinae, gewone kameleon (Chamaeleo chamaeleon), johannisskink (Ablepharus kitaibelii), Moorse landschildpad (Testudo graeca), gewone pad (Bufo bufo), groene pad (Bufo viridis), Hyla savignyi en Salamandra infraimmaculata.

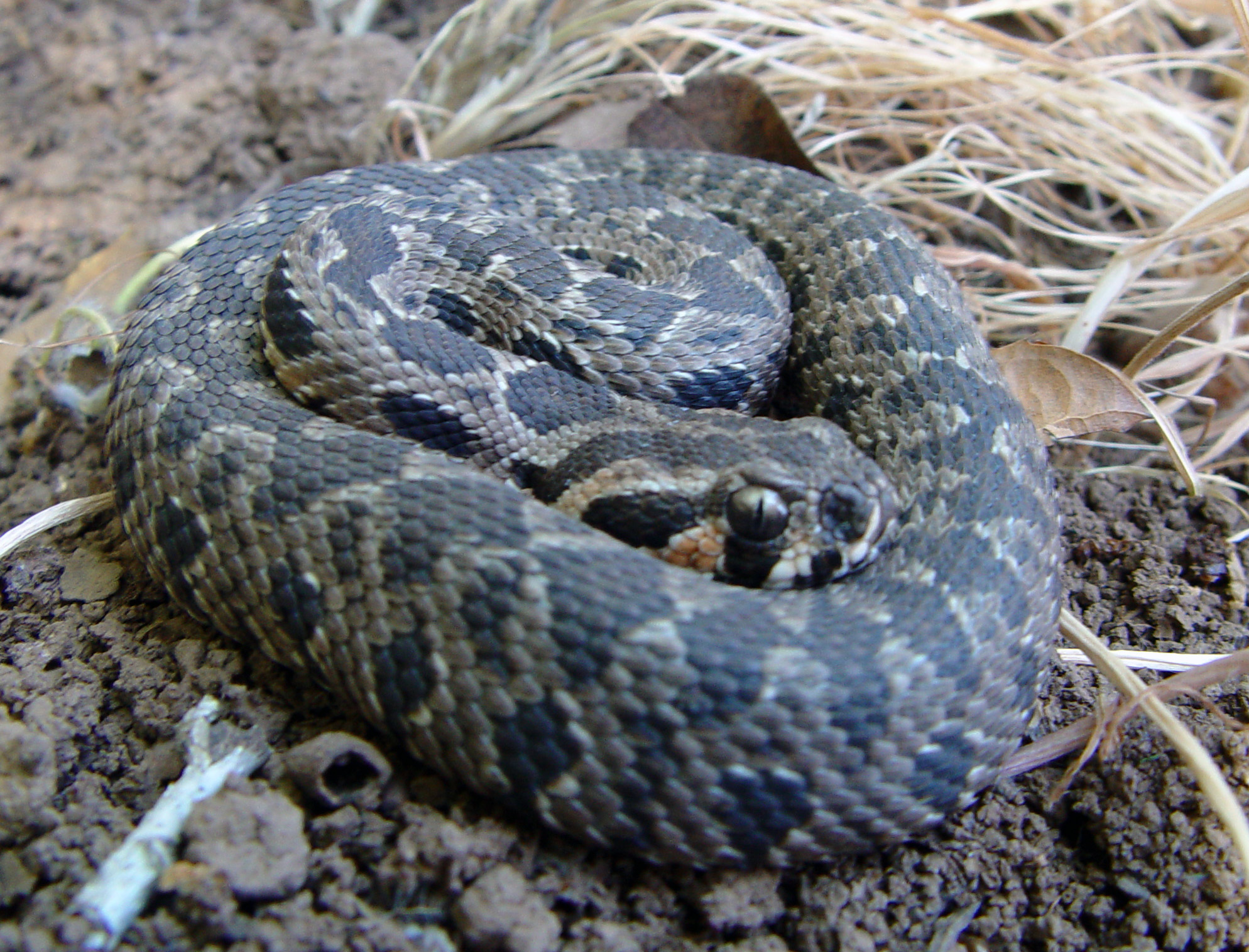
Daboia palaestinae
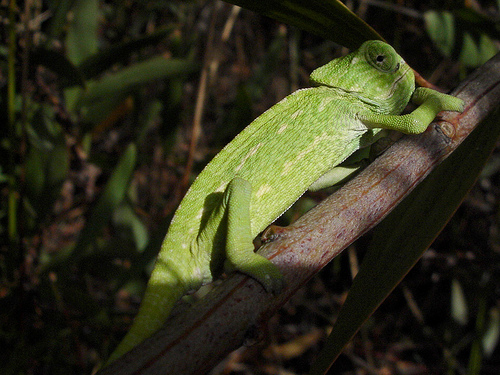
Gewone kameleon
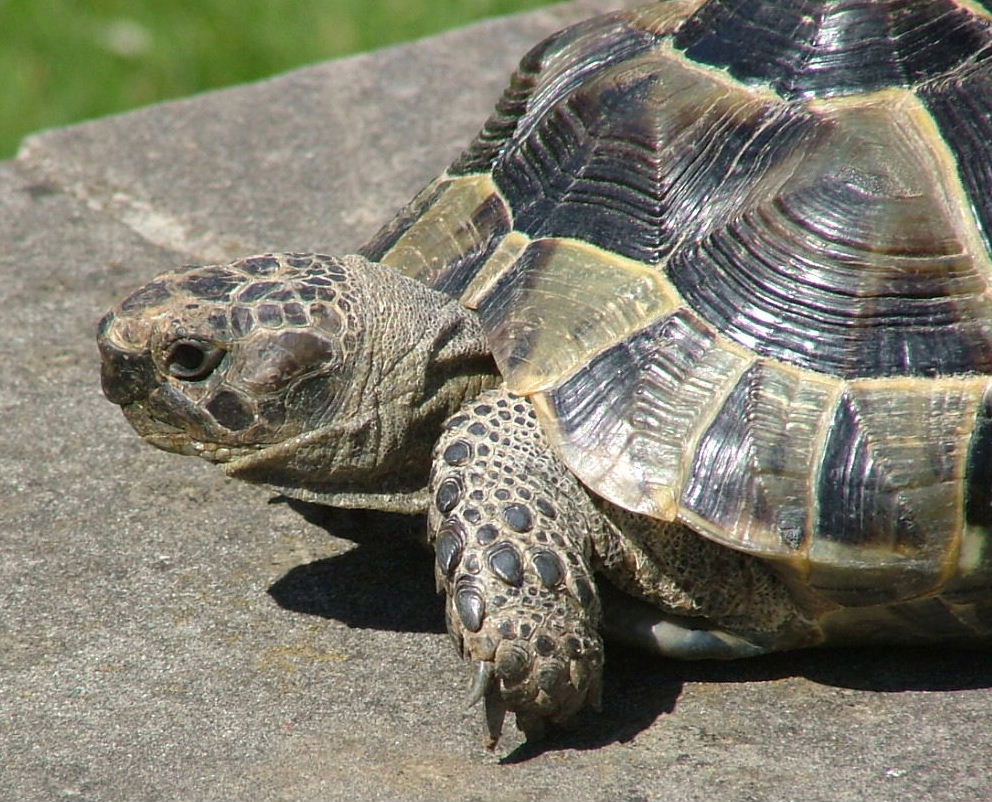
Moorse landschildpad
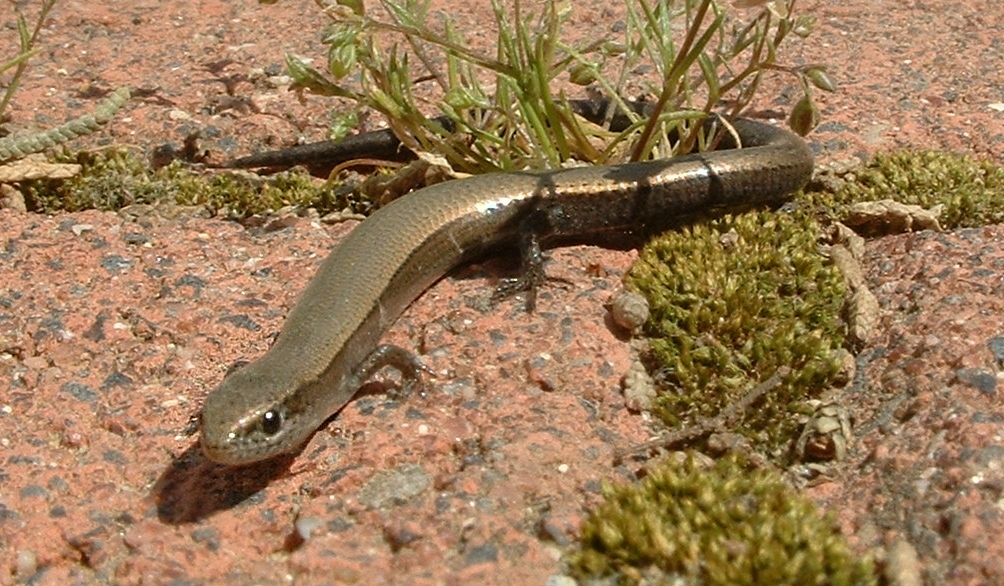
Johannisskink
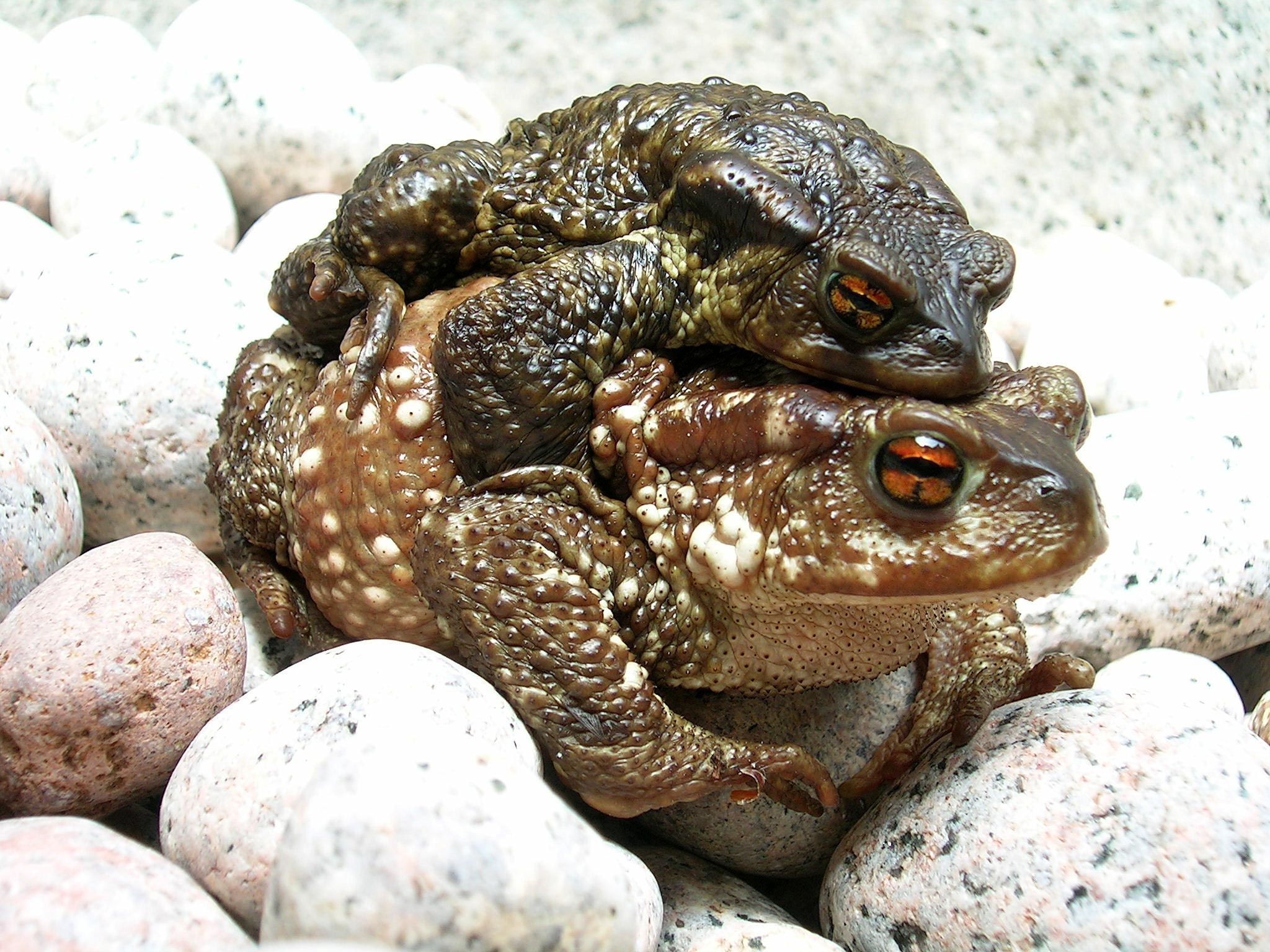
Gewone pad
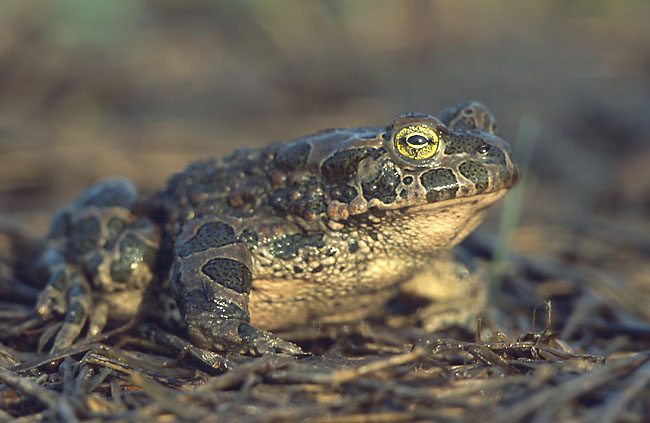
Groene pad
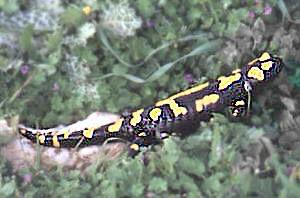
Salamandra infraimmaculata
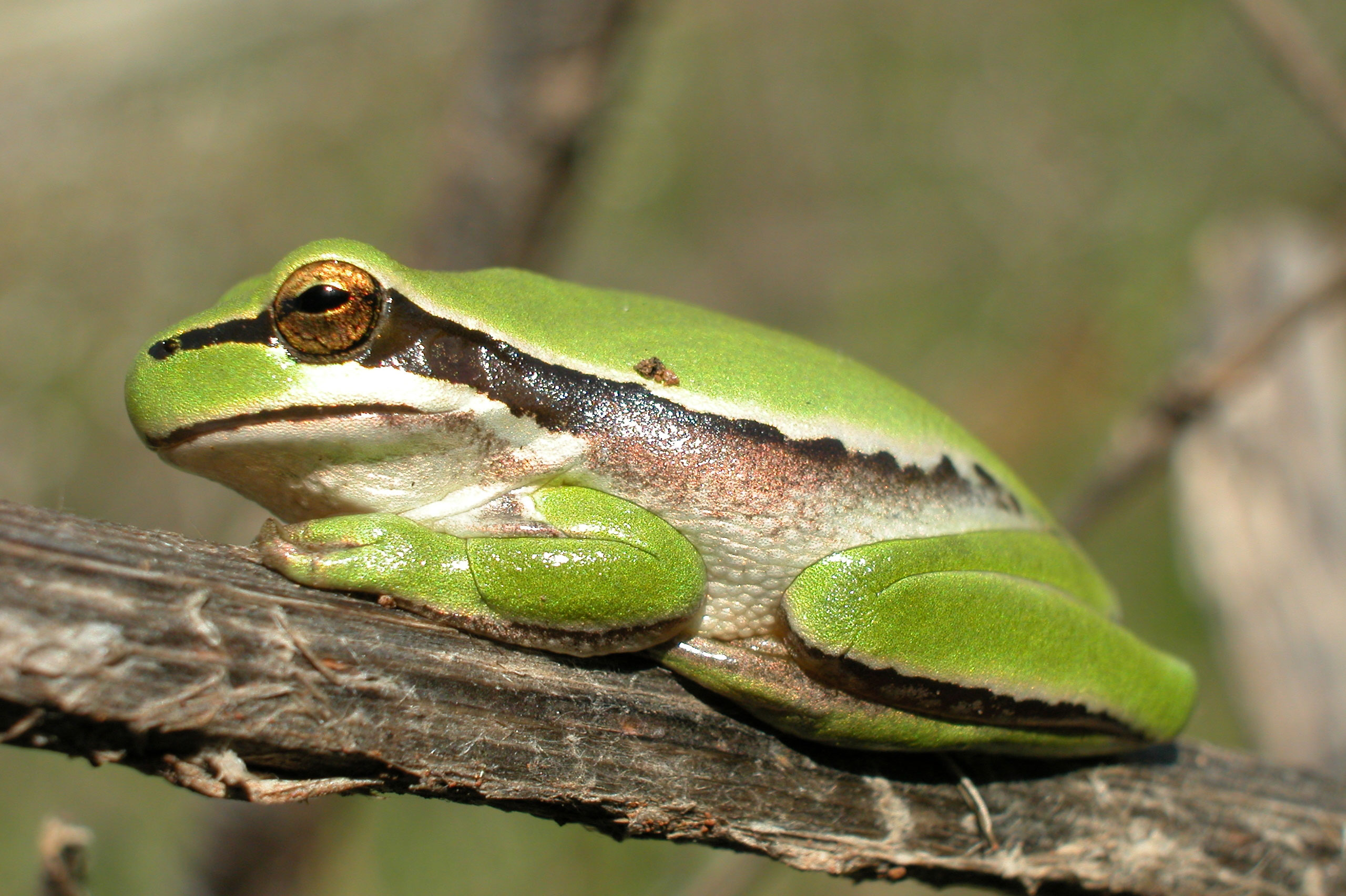
Hyla savignyi

## Cultureel erfgoed

### De ceders
De Libanoncederbossen van Libanon genieten de unieke eer de oudste gedocumenteerde bossen in de geschiedenis te zijn. De ceders waren belangrijk genoeg in de geschiedenis van de mens om getraceerd te kunnen worden naar de allervroegste schriftelijke bronnen, die van de Sumeriërs in het derde millennium voor Christus. In het oude Sumerische verhaal, Het Gilgamesj-epos, een van de oudste stukken literatuur ter wereld, komen de ceders prominent voor. Gilgamesj is sindsdien erkend als koning Gilgamesj van de geschiedenis.

### Historische culturele plaatsen
De omgeving van de Shouf is een kruispunt van vele culturen, religies en historische gebeurtenissen. Hieronder volgen enkele belangrijke oriëntatiepunten:

#### Qalaat Niha

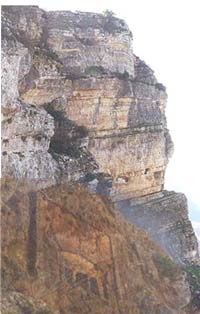
Grottenkasteel van Tyron Niha

Het grottenkasteel van Tyron Niha heeft betrekking op een van de laatste episodes van de epische geschiedenis van prins Fakardin II en zijn de enige overblijfselen van een ooit machtig fort dat achtereenvolgens werd gebruikt door de Arabieren, kruisvaarders en een aantal prinsen van de Libanonberg.

#### El Nabi Ayoub
Op de heuvel boven het dorp Niha werd een priorij gebouwd om de nagedachtenis van Job te eren en zijn relikwieën te bewaren. Ayoub is de Arabische naam van de profeet Job.

#### Qab Elias Kasteel
Ook bekend als het Fakhreddine Fort werd rond 1625 gebouwd door Emir Fakardin II Maan. Dit eens zo machtige Druzische fort diende als een bewakingspost die de weg controleerde die Beiroet met Damascus verbond, en als marspost voor de Druzische en Chehab heersers van het zuidelijke Bekaa of Wadi al-Taym.

#### Mazar El Sit Cha'wane
El Sit Cha'wane is een beroemd figuur in de Druzische religie. Net als Job in het Oude Testament werd ze beschouwd als een model van deugd en toewijding. In haar naam werd een feretorie opgericht.